# کبوتر اهلی
کبوتر اهلی (نام علمی: Columba livia domestica) نام یک زیرگونه از گونه کبوتر چاهی است. کبوتر چاهی از قدیمی‌ترین پرندگان اهلی شده است. کبوترهای چاهی خیابانی از کبوترهای اهلی انشقاق پیدا کرده و از حالت اهلی به وحشی مبدل گشته‌اند. کبوترهای اهلی نیز اصالتاً از کبوترهای چاهی ساکن پرتگاه‌ها و کوهستان‌ها می‌باشند.
کبوتر چاهی ← کبوتر اهلی ← وحشی شدن ← کبوتر چاهی خیابانی